# یزید بن رومان
ابو روح یزید بن رومان اسدی قرشی (درگذشت ۱۳۰ قمری/ ۷۴۸ میلادی)، از قاریان مدینه و راویان سیرهٔ محمد و از موالی آل زبیر بود. اگرچه غالب متقدمین چون ابن سعد، خلیفه، ابن حبان، طبری، ترمذی، دانی و دیگران وفات او را در ۱۳۰ قمری گفته‌اند، ولی متأخرین ۱۲۰ قمری را ترجیح داده‌اند و در برخی منابع ۱۲۹ قمری نیز ذکر شده‌است.
ابن رومان از فقهای مدینه نیز به‌شمار می‌رفته‌است، ولی چیزی از فقه او دانسته نیست و دانش او در قرائت بر فقهش غالب بوده‌است. او قرائت را به طریق عرض از عبدالله بن عیاش بن ابی ربیعه فرا گرفت. اینکه او چنان‌که در برخی منابع آمده از ابن‌عباس، ابوهریره، ابواُمامه و دیگر صحابه قرائت آموخته‌باشد، توسط متأخرین مورد تردید قرار گرفته‌است. با آنکه ابن رومان از قاریان مدینه بود، ولی نه تنها قرائت او همچون مدنیان معاصرش، ابوجعفر از قاریان دهگانه و ابن مُحَیصن از قاریان چهارده‌گانه، رواج نیافت، بلکه حتی از نظر کثرت نقل در میان قرائات شاذ در ردیف برخی دیگر از قاریان معاصر مدینه چون شیبة بن نصاح نیز قرار نگرفت، چنان‌که به عنوان نمونه، ابن خالویه تنها در یک موضع از کل قرآن به نقل قرائت او پرداخته‌است.
اگر بخواهیم با اطلاعات اندک موجود دربارهٔ خصوصیات قرائت ابن رومان سخن بگوییم، باید گفت نظر به اینکه او قرائت را عمدتاً از یک استاد فرا گرفته و از طرف دیگر اینکه در قرائت آن دورهٔ مدینه استحسانات نحوی جایگاهی نداشته، می‌توان قرائت او را با احتساب برخی خطاهای انتقال، همان قرائت استادش ابن عیاش دانست. احتمالاً عامل متروک‌شدن روایت ابن رومان را باید ضعف در روایت از او دانست، بدین معنی که راویانی نداشته که در هر طبقه قرائت او را بدون خلط با قرائت دیگران و بدون اجتهاد روایت کنند. به هر حال قدر مسلم این است که دو تن از قاریان هفتگانه، نافع مدنی و ابوعمر بصری از ابن رومان قرائت آموخته‌اند و این نه تنها مقبولیت قرائت ابن رومان در آن عصر را نشان می‌دهد، بلکه ابن رومان را به‌عنوان یکی از حلقه‌های مهم اتصال در قرائت مطرح می‌کند.
یکی از ابعاد بارز شخصیت ابن رومان نقش او را در روایت سیرهٔ محمد است. جمعی از بزرگ‌ترین مورخان و مؤلفان سیرهٔ محمد چون ابن اسحاق، واقدی، مداینی، بلاذری و طبری از روایات ابن رومان به وفور استفاده کرده‌اند.
بخش قابل توجهی از روایات ابن رومان در سیره یا با عبارت «عن عروة» از عروة بن زبیر نقل شده یا اصولاً ابن رومان مطلب را بدون ذکر سند آن نقل کرده‌است که از روش‌های شناخته‌شدهٔ اهل سیره است. در مورد روایت او از عروه باید عنایت داشت که عبارت او ابداً تصریح ندارد که این روایت مستقیم بوده‌باشد، ولی ظاهراً بخاری و مسلم آن را مستقیم می‌دانسته‌اند. تصریح ابن رومان در برخی اسناد با عبارت «حدثنی انس بن مالک» را می‌توان دلیل بر استماع مستقیم او از انس بن مالک صحابی دانست. از دیگر مشایخی که برای او ذکر کرده‌اند، می‌توان از عبدالله بن عروة بن زبیر، عبیدالله و سالم پسران عبدالله بن عمر نام برد. در میان راویان او می‌توان از محمد بن اسحاق، محمد بن صالح، مالک بن انس، صالح بن خوّات و مصعب بن ثابت زبیری نام برد. محمد بن مسلم بن شهاب زهری هم راوی و هم شیخ ابن رومان بوده‌است.
روایات ابن رومان در کتب حدیث نیز مطرح بود و حتی احادیث متعددی از او در صحیحین بخاری و مسلم وارد شده‌است. ابن سعد ابن رومان را عالمی کثیر الحدیث شمرده‌است. جمعی از علمای رجال از جمله ابن معین، ابن سعد، نسایی، طبری و ابن حبان او را توثیق کرده، و بخاری و مسلم حدیث او را صحیح دانسته‌اند.